# 아르돈스키군

아르돈스키 군의 위치

아르돈스키군(러시아어: Ардо́нский район)은 북오세티야 공화국에 위치한 군이다. 중심지는 아르돈이다. 2005년에 인구는 2만7,900명이다.

## 지리
아르돈스키 군은 북오세티야 공화국의 중부에 위치한 군이다.